# Tunel Ravča – Drvenik
Tunel Ravča – Drvenik je planirani tunel u Splitsko-dalmatinskoj županiji koji bi prolazio kroz planinu Rilić. Bio bi dužine oko 5 km, a procijenjena vrijednost tunela iznosi 740 milijuna kuna. Tunel je od velike važnosti za županiju jer spaja Zabiokovlje i Makarsko primorje.